# 曼格食蚊魚
曼格食蚊魚，為輻鰭魚綱鯉齒目鯉齒亞目花鳉科的其中一種，分布於北美洲美國佛羅里達州東南部及古巴的淡水、半鹹水流域，體長可達5公分，棲息河口、紅樹林，屬於肉食性，生活習性不明。

## 擴展閱讀
維基物種上的相關：曼格食蚊魚